# Уралски автомобилен завод
Уралски автомобилен завод (на руски: Ура́льский автомоби́льный заво́д, УралАЗ, до 1962 г. – Уральский автомобильный завод имени Сталина) e руски производител на товарни автомобили. Пълно наименование – „Акционерное общество „Автомобильный завод „Урал““. Разположен е в град Миас, Челябинска област.
Създаден е с решение на Държавния комитет за отбрана на СССР по време на Втората световна война. До 1991 г. е държавно предприятие в състава на Министерството на автомобилната промишленост на СССР. Приватизиран е и от 2011 г. се контролира от „Група ГАЗ“ (холдингът „Базовый элемент“ на Олег Дерипаска). Управляващ директор е Виктор Кадилкин.

## Дейност
Заводът произвежда бордови камиони (включително за целите на Въоръжените сили на Руската федерация): Урал-43206 (с модификации), Урал-532301, Урал-632302, автобуси, седлови влекачи и др. подобни.
През 1994 г. на база на руския завод „УралАЗ“, съвместно с италианския автоконцерн Iveco е основано руско-италианското предприятие за тежки камиони „Iveco-АМТ“, произвеждащо самосвали, седлови влекачи, лесовози и шасита по лиценз на Iveco. Производствената мощност на завода е до 3000 автомобила годишно.
През 2008 г. е подготвено производството на самосвалите Урал-63685 и Урал-6563 с увеличени обеми на каросерията.

### Показатели на дейността
През 2006 г. предприятието произвежда 9952 автомобила (9420 камиона и 532 автобуса), през 2011 г. – 11 635 (10 752 камиона и 883 автобуса).
Приходите на предприятието за 2008 г. възлизат на 18,59 млрд. рубли (за 2007 г. – 17,61 млрд. руб.), чистата загуба – 4,3 млрд. руб. (за 2007 г.: чиста печалба – 3,774 млрд. руб.).

### Експорт
Традиционни купувачи на продукцията на Уралския автозавод са страните от Близкия изток. Към 2015 г. експортът към далечни страни възлиза на около 7000 автомобила, като 35% от общите продажби на завода отиват до 12 страни, при което на Египет се падат 94% от доставките. През 2016 г. се планира да се разшири географията на експорта до 20 страни.
- Автомобили на УралАЗ
- БМ-21 „Град“ на базата на Урал-4320
- Урал-63704
- Урал-44202-59
- Урал-6361
- Пътнически (за работни смени) автобус Урал Next
- Урал-375Д